# Rotterdam Ahoy
Rotterdam Ahoy (även känd som Ahoy Rotterdam eller bara Ahoy ) är ett konferenscenter och en multievenemangsarena som ligger i Rotterdam, Nederländerna. Arenan öppnades år 1950 och består av en mässa och en evenemangshall, ett kongress- och konferenscenter och av Ahoy Arena. Ahoy Arena (även känd som "Sportpaleis" mellan 1971 och 2016) öppnades den 15 januari 1971 och har sedan april 2019 en sittkapacitet på 16 426. 

## Bakgrund
Rotterdam Ahoy, i sin nuvarande form, byggdes år 1970. Komplexets slående design vann olika nationella och internationella priser för sin speciella stålkonstruktion.[källa behövs] Arenans design hämtade inspiration från vattnet, med arenan tänkt som ett fartyg. Det första evenemanget som hölls där var Femina-utställningen. Sedan dess har Rotterdam Ahoy vid ett flertal tillfällen utvidgats och renoverats, och år 1998 renoverades den av arkitektfirman Benthem Crouwel till att få dagens design. 
I juli 2018 påbörjades byggnadsarbetet av en utbyggnad av Ahoy-komplexet. Rotterdam Ahoy Convention Center och RTM Stage, designade av Kraaijvanger Architects, förväntas öppna under det tredje kvartalet av 2020. De nya lokalerna med ett kongresscenter och en konserthus med 2 750 platser kommer att lägga till ytterligare 35 000 kvadratmeter golvyta.
Artist-entrén i huvudarenan döptes om till "Door Duncan" år 2020, för att hedra Duncan Laurence (som föddes i närliggande Spijkenisse) som gav Nederländerna sin första seger i Eurovision Song Contest sedan 1975.

## Evenemang
Arenan har varit värd för idrottstävlingar som årliga Rotterdam Open och Six Days of Rotterdam  och är en av arenorna för Premier League Darts sedan 2016. Andra internationella evenemang nämns i listan som följer: 
- Europeiska inomhusmästerskapen i friidrott 1973
- Världsmästerskapet i futsal 1989
- Junior Eurovision Song Contest 2007
- Världsmästerskapen i Judo 2009
- Världsmästerskapen för artistisk gymnastik 2010
- Världsmästerskapen i bordtennis 2011
- Världsmästerskapet i UCI BMX 2014
- Europamästerskapet i volleyboll för damer 2015
- Världsmästerskapet i short track 2017
- Europamästerskapet i volleyboll för herrar 2019
- Eurovision Song Contest 2021

MTV Europe Music Awards 1997 och 2016 samt Junior Eurovision Song Contest 2007 hölls också i Ahoy Arena. Rotterdam Ahoy förväntades anordna Eurovision Song Contest 2020. Det skulle ha varit den andra värdarenan att anordna både Junior Eurovision Song Contest och Eurovision Song Contest efter Sportpalatset, Kiev i Ukraina. Den 18 mars 2020 tillkännagav EBU att tävlingen skulle ställas in på grund av coronaviruspandemin 2019–2021 då den nederländska regeringen också begärde att arenan skulle användas som fältsjukhus.